# 湯鼎
湯鼎（1406年—1452年），南直隸廬州府無為州（今安徽省無為縣）人，明朝政治人物。

## 生平
宣德五年（1430年）庚戌科第三甲第二十九名同進士出身。正統元年（1436年）授吏科給事中，八年（1443年）升通政使司右參議，十四年（1449年）擢通政使司右通政，景泰三年（1452年）擢為通政正使，卒於任。

## 家族
曾祖父湯和卿，曾任元貴池教諭。祖父湯仲仁。父亲湯源。